# Leptogenys moelleri
Leptogenys moelleri är en myrart som först beskrevs av Charles Thomas Bingham 1903.  Leptogenys moelleri ingår i släktet Leptogenys och familjen myror. Inga underarter finns listade i Catalogue of Life.